# شبکه تحویل کاربرد
گارتفر شبکه تحویل کاربرد را به عنوان ترکیبی از بهبود WAN و کنترل کننده‌های تحویل کاربرد تعریف می‌کند. در یک مرکز داده در انتهای یک ADN کنترلر تحویل کاربرد وجود دارد، یک وسیلهٔ پیشرفتهٔ مدیریت ترافیک که اغلب به عنوان یک web switch، سوئیچ محتوا یا سوئیچ چندلایه، که هدف آن توزیع ترافیک در میان تعدادی از سرورها یا سایت‌های دور از هم بر اساس معیار خاصی از کاربرد است.

در شاخهٔ اداری یک ADN کنترل کنندهٔ بهبود WAN وجود دارد که از تکنیک‌های ذخیرهٔ بدون شی برای کاهش تعداد بیت‌هایی که در شبکه جاری می‌شوند استفاده می‌کند و با استفاده از اولویت‌بندی و تکنیک‌های بهینه سازی دیگر ترافیک TCP را شکل می‌دهد. برخی از اجزای WOC بر روی PCها یا کاربرهای متحرک نصب می‌شوند و بخشی از WOC در مرکز داده نصب شده‌است. شبکه‌های تحویل کاربرد همچنین بوسیلهٔ برخی از شرکت‌های CDN عرضه می‌شوند. ADC جزئی از یک ADN، از سوئیچ‌های لایه ۷-۴ در اواخر دههٔ ۱۹۹۰ به وجود آمد زمانی که مشخص شد تکنیک‌های قدیمی متعادل‌کننده بار به قدر کافی برای کار با ترکیب ترافیک کاربرد پیچیده‌ای که از طریق انتخاب‌های مختلف اتصال‌های شبکه تحویل داده می‌شد قوی نبود.

## تکنیک‌های تحویل کاربرد
اینترنت طبق مفهوم end-to-end طراحی شد. این مفهوم هستهٔ شبکه را نسبتاً ساده نگاه می‌دارد و هوشمندی را تا جایی که ممکن است به نقاط انتهایی شبکه می‌برد یعنی hostها و کاربرها. یک ADN تحویل برنامه‌ها را در اینترنت بوسیلهٔ به کار بردن برخی تکنیک‌های بهینه سازی بهبود می‌دهد. بسیاری از این تکنیک‌ها بر اساس کارهایی که در لایه شبکه برای مسیریابی کارا ترافیک استفاده می‌شده همانند تعادل بار و افزونگی بودند. در تئوری یک ADN به‌طور نزدیکی به شبکه تحویل محتوا وابسته‌است. تفاوت بین دو شبکه تحویل در هوشمندی ADN برای فهم و بهینه کردن applicationها که از آن به عنوان application یاد می‌شود است. تحویل application از یکی یا بیشتر از سوئیچ‌های لایه ۷-۴ برای توزیع هوشمندانه ترافیک به یک استخر، که همچنین به عنوان یک خوشه یا مزرعه از سرورها هم شناخته می‌شود استفاده می‌کند. به کنترل کنندهٔ تحویل application (ADC) یک IP مجازی (VIP) که نشان دهندهٔ مزرعهٔ سرورهاست تخصیص داده می‌شود. ترافیک رسیده به یک ADC به یکی از وب سرورهای واقعی هدایت می‌شود. این کار بر اساس تعدادی از معیارها که شامل مقادیر داده خاص application پروتکل انتقال application، در دسترس بودن سرور، معیارهای عملکرد کنونی و پارامترهای مخصوص کاربر انجام می‌شود. یک ADN مزایای توزیع بار که شامل افزایش ظرفیت سرورها، مقیاس پذیری بالا، امنیت و افزایش اطمینان بوسیلهٔ آزمون‌های خاص سلامت application است را فراهم می‌کند. افزون بر این ADN شامل یک زوج اضافی ADC است. که بر روی آن‌ها برخی از مجموعه ویژگی‌های متفاوت برای فراهم آوردن امنیت، دسترس پذیری، تضمین و کارکردهای افزایش سرعت جمع‌آوری شده‌است. در برخی موارد این وسایل هنوز entityهای جدا از هم هستند که با هم به عنوان شبکه‌ای از وسیله‌ها که از طریق آن‌ها ترافیک application تحویل داده می‌شود و هر کدام کارائی خاصی را که تحویل application را بهبود می‌دهد فراهم می‌کنند مورد استفاده قرار می‌گیرند.

## تکنیک‌های بهینه سازی ADN
مالتی پلکسینگ TCP تقریباً براساس تکنیک‌های connection pooling که بوسیلهٔ پلتفرم‌های سرور application برای بهینه کردن اجرای درخواست‌های پایگاه داده از داخل applicationها تجهیز شده‌اند است. یک ADC تعدادی کانکشن با سرورها در استخرش برقرار می‌کند و کانکشن‌ها را باز نگاه می‌دارد. وقتی یک درخواست بوسیلهٔ ADC از طرف کاربر دریافت می‌شود درخواست ارزیابی می‌شود و سپس به یک سرور از طریق یک کانشکن موجود هدایت می‌شود. این باعث کاهش سربار به وجود آمده با برقراری و از بین بردن اتصال TCP با سرور می‌شود. که پاسخ دهی به application را ارتقا می‌دهد. برخی از پیاده سازی‌های ADN این تکنیک را یک گام به جلوتر می‌برد و همچنین درخواست‌های application و HTTP را مالتی پلکس می‌کند. این مزایای اجرای درخواست‌ها را به صورت موازی دارد که کارایی application را ارتقا می‌دهد.

## بهینه سازی TCP
چند RFC وجود دارد که مکانیزم‌های ارتقا عملکرد TCP را شرح می‌دهد بسیاری از ADNها این RFCها را برای فراهم کردن تحویل بهتر applicationها از طریق استفاده کاراتر از TCP پیاده‌سازی می‌کنند.

RFCهایی که بیشترین پیاده‌سازی را دارند به قرار زیرند:

Delayed Acknowledgements

Nagle Algorithm

Selective Acknowledgements

Explicit Congestion Notification ECN

Limited and Fast Retransmits

Adaptive Initial Congestion Windows

## فشرده کردن داده و ذخیره سازی
ADNها همچنین بهینه کردن داده applicationها را از طریق تکنیک‌های ذخیره‌سازی و فشرده سازی فراهم می‌کنند. دو نوع فشرده سازی وجود دارد که بوسیلهٔ ADNها امروزه استفاده می‌شود. فشرده سازی HTTP استاندارد صنعتی و الگوریتم‌های کاهش داده اخصاص، مهم است که بیاد داشته باشیم هزینه چرخه‌های CPU برای فشرده سازی داده وقتی که یک LAN را در نظر می‌گیریم باعث یک تأثیر عملکردی منفی می‌شود و بنابراین بهترین عملکردها زمانی است از فشرده سازی در تحویل application از طریق WAN یا لینک‌های داده سرعت بالای شلوغ استفاده می‌شود.

فشرده سازی HTTP نامتقارن است و از دید کاربر مخفی است. سرورهای وب و مرورگرها از فشرده سازی HTTP حمایت می‌کنند. همهٔ محصولات تجاری ADN در حال حاضر فشرده سازی HTTP را حمایت می‌کنند.

تکنیک فشرده سازی دوم از طریق الگوریتم‌های کاهش داده بدست می‌آید. به خاطر این که این الگوریتم‌ها اختصاصی اند و ترافیک application را تنظیم می‌کنند، این الگوریتم‌ها متقارن اند و به یک وسیله برای yeassemble  کردن ترافیک application قبل از این که کاربر بتواند آن را دریافت کند نیاز دارند. یک دسته دیگر از وسایل که به عنوان کنترل کننده‌های بهینه سازی WAN(WOC) شناخته می‌شوند این عملکرد را فراهم می‌کنند اما فناوری ای که به‌طور آهسته به پروندهٔ ADN طی چند سال اخیر اضافه شده‌است. همان‌طور که این دسته از وسایل به سمت درک بیشتر application می‌روند باعث به وجود آمدن ویژگی‌های اضافه شده برای برنامه‌های خاص همانند CIFS و SMB می‌شوند. 

## بررسی پیشرفتهٔ سلامت
بررسی پیشرفتهٔ سلامت توانایی یک ADN برای مشخص کردن حالت سروری که یک application بر روی آن است و همچنین مشخص کردن ویژگی‌های application ای که ADN تحویل می‌دهد است. تکنیک‌های بررسی پیشرفتهٔ سلامت این اجازه را می‌دهد که به‌طور هوشمندانه مشخص کنیم که آیا محتوایی که بوسیلهٔ سرور بازگردانده می‌شود درست است و بایستی به کاربر تحویل داده شود یا خیر.

## الگوریتم‌های متعادل کنندهٔ بار
این الگوریتم‌ها که امروزه در ADNها هستند بسیار پیشرفته تر از round-robin ساده و الگوریتم‌های کم اتصال که در اوایل دههٔ ۱۹۹۰ مورد استفاده قرار می‌گرفتند می‌باشند. این الگوریتم‌ها تقریباً مراحل بر اساس الگوریتم‌های زمان بندی سیستم عامل‌ها بودند. اما از آن زمان به بعد رشد پیدا کرد تا در شرایط استثنایی در شبکه و محیطهای application در نظر گرفته شد. دقیق تر این است که الگوریتم‌های متعادل‌کننده بار امروزی به عنوان الگوریتم‌های مسیر یابی application توضیح داده شود. همان‌طور که بیشتر ADNها شناسایی applicationها را برای مشخص کردن این که آیا یک application برای پاسخگویی به یک درخواست در دسترس است یا نه بکار می‌برند. این امر فقط شامل در دسترس بودن نیست. بلکه همچنین مشخص کردن این که آیا application می‌تواند به درخواست‌ها با پارامترهای مشخص شده پاسخ دهد که از آن به عنوان توافق سطح خدمت نام برده می‌شود.

الگوریتم‌های استاندارد صنعتی معمول تعدیل بار که امروزه هستند موارد زیرا ند:

Round Robin

Least Connections

Fastest Response Time

Weighted Round Robin

Weighted Least Connections

مقادیر مرسوم تخصیص داده شده به سرورهای انفرادی در یک مزرعه بر اساس SNMP یا مکانیزم‌های ارتباطی دیگر.

## تحمل شکست
ADN تحمل شکست را در سطح سرور در داخل مزارع یا استخرها فراهم می‌آورد. این کار با مشخص کردن سرورهای خاصی به عنوان پشتیبان به صورت اتوماتیک در مواقعی که سرورهای اولیه در استخر fail می‌شوند بوسیلهٔ ADN فعال می‌شوند.
ADN همچنین اطمینان و دسترس پذیری application از طریق توانایی اش برای عبور از شکست به‌طور بی‌وقفه به یک وسیلهٔ ثانویه در زمان یک شکست نرم‌افزاری یا سخت افزاری را تضمین می‌کند. این امر تضمین می‌کند که ترافیک به جریان خودش ادامه می‌دهد در موقع شکست یک وسیله بنابراین تحمل شکست برای application را فراهم می‌کند، تحمل شکست در ADNها یا از طریق یک اتصال شبکه‌ای یا اتصال سریال پیاده‌سازی می‌شود.

## عبور از شکست بر پایه شبکه
آدرس IP مجازی بین دو وسیلهٔ تقسیم می‌شود. یک برنامه کمکی ضربان قلب بر روی وسیلهٔ ثانویه نشان می‌دهد که وسیلهٔ اولیه فعال است. در موقعی که ضربان از دست می‌رود وسیلهٔ ثانویه VIP را در نظر می‌گیرد و شروع به سرویس دادن به درخواست‌ها می‌کند. این فرایند به صورت آنی نیست و اگر چه بسیاری از ADNها نشست‌ها از اولیه به ثانویه VIP را در نظر گرفته‌است و شروع به مدیریت ترافیک می‌کند برقرار شده‌اند باقی بمانند.

## عبور از شکست بر پایهٔ سریال
در این مورد دو وسیلهٔ ADN از طریق  یک اتصال RS323 به جای شبکه با هم ارتباط دارند و همهٔ اطلاعات نشست‌های مشترک و وضعیت‌ها از طریق این اتصال رد و بدل می‌شود. عبور از شکست تقریباً بی وقفه‌است اگر چه باز هم از محدودیت‌های در ارتباط با نشست‌های ایجاد شده در حالی که وسیلهٔ اولیه شکست خورده‌است همان‌طور که در عبور از شکست شبکه بود تأثیر می‌پذیرد.